# フィデアリース
フィデアリース株式会社は山形県山形市本町1丁目4番21号に本社を置くフィデアホールディングス系リース会社。

## 概要
三井住友ファイナンス&リースの子会社SMFLキャピタル95%、荘内銀行5%出資のグランド山形リース株式会社を前身としている。
2018年に山形県を地盤とする荘内銀行の兄弟会社北都銀行の営業地盤である秋田県において事業を展開する等の目的により、フィデアホールディングスの完全子会社となり、商号をフィデアリースに変更した。

## 沿革
- 1976年9月21日[1]：グランド山形リース株式会社設立。
- 1978年4月：本社を荘内銀行山形支店へ移転。
- 1981年4月：庄内支店開設
- 1997年4月：荘銀山形ビルへ本社移転。
- 1999年：秋田営業所を荘銀秋田ビルに設置。
- 2018年10月：フィデアホールディングスが完全子会社化。商号をフィデアリースに変更。秋田支店開設。
- 2023年5月：秋田支店を秋田営業部に名称変更。